# Campeonato Brasileiro de Patinação Artística no Gelo
O Campeonato Brasileiro de Patinação Artística no Gelo é uma competição nacional de patinação artística no gelo do Brasil, realizada pela Confederação Brasileira de Desportos no Gelo (CBDG).
A competição determina os campeões nacionais e os representantes do Brasil em competições internacionais como Campeonato Mundial, Campeonato Mundial Júnior, Campeonato dos Quatro Continentes, a Universíade de Inverno e os Jogos Olímpicos de Inverno.
Até 2015, não existia um campeonato unificado organizado pela federação brasileira do esporte no Brasil, sendo as seleções para competições internacionais realizadas a partir de análises de desempenho pela federação em clínicas e as disputas entre os atletas nacionais realizadas pelos clubes, iniciando-se nesse ano a formalização do Campeonato Brasileiro sob administração da CBDG. 
A partir de 2017, começou-se a desenvolver um projeto para adequar a competição nacional aos padrões previstos pela ISU para os campeonatos nacionais, com medidas como a adoção do sistema internacional de arbitragem para patinação artística no gelo (IJS) no campeonato desse ano, além do início da transição para as divisões de nível oficiais, estabelecendo-se a utilização de categorias oficiais internacionais. Em 2019, a competição foi realizada com a presença de um corpo de juízes internacionais treinados pela ISU. A partir de 2021, foram asseguradas premiações do programa federal Bolsa Atleta aos patinadores medalhistas do campeonato. Em 2022, o evento foi realizado de forma concomitante com o primeiro Open Interclubes de Patinação Artística no Gelo da América Latina.
Atualmente, as únicas categorias reconhecidas pela ISU incluídas pela CBDG no campeonato são Advanced Novice, Junior e Senior, nas modalidades individual feminina e individual masculina. Em paralelo, é realizado o Torneio Ice Brasil, no qual são disputados os eventos adultos e de categorias de base, além de uma competição artística, que é o único segmento atual que pode ser apresentado em duplas ou grupos.

## Edições
| Ano  | Cidade-sede    | Referências |
| ---- | -------------- | ----------- |
| 2015 | Rio de Janeiro | [ 3 ] [ 4 ] |
| 2016 | Rio de Janeiro | [ 5 ] [ 6 ] |
| 2017 | Gramado        | [ 7 ]       |
| 2018 | Gramado        | [ 8 ]       |
| 2019 | Canoas         | [ 9 ]       |
| 2021 | São Paulo      | [ 10 ]      |
| 2022 | São Paulo      | [ 11 ]      |
| 2023 | São Paulo      | [ 12 ]      |
| 2024 | São Paulo      | [ 13 ]      |
| 2025 | São Paulo      | [ 14 ]      |

## Lista de medalhistas

### Individual masculino sênior
| Evento              | Ouro                               | Prata                               | Bronze                                | Ref          |
| Rio de Janeiro 2015 | Luiz Manella                       | Kevin Alves                         | Rafael de Andrade Braga (36.17)       | [ 4 ] [ 15 ] |
| Rio de Janeiro 2016 | Rafael de Andrade Braga (29.73)    | Leonardo de Araújo Pessoa (15.97)   | Valmir Belangieri Júnior (14.37)      | [ 5 ] [ 6 ]  |
| Gramado 2017        | Rafael de Andrade Braga (25.95)    | Leonardo de Araújo Pessoa (20.90)   | nenhum outro competidor               | [ 16 ]       |
| Gramado 2018        | Felipe Kubo (31.90)                | Rafael de Andrade Braga (30.32)     | Arthur Casado (29.96)                 | [ 17 ]       |
| São Paulo 2021      | Ruanh de Oliveira (68.90)          | Arthur Casado (65.81)               | Leonardo de Araújo Pessoa (64.14)     | [ 18 ]       |
| São Paulo 2022      | Leonardo de Araújo Pessoa (56.86)  | Arthur Casado (44.65)               | Derrick Camargo Bueno Mariano (42.59) | [ 19 ]       |
| São Paulo 2023      | Arthur dos Santos Alcorte (90.32)  | Guilherme Bernadim Ferrazzi (71.24) | nenhum outro competidor               | [ 20 ]       |
| São Paulo 2024      | Arthur dos Santos Alcorte (126.08) | nenhum outro competidor             | nenhum outro competidor               | [ 21 ]       |

### Individual masculino júnior
| Evento         | Ouro                          | Prata                   | Bronze                  | Ref    |
| São Paulo 2021 | Felipe Kubo (110.17)          | nenhum outro competidor | nenhum outro competidor | [ 18 ] |
| São Paulo 2023 | Lucaz Filipe Candria (77.01)  | nenhum outro competidor | nenhum outro competidor | [ 20 ] |
| São Paulo 2024 | Lucaz Filipe Candria (113.44) | Diogo da Costa (86.21)  | nenhum outro competidor | [ 21 ] |

### Individual masculinoadvanced novice
| Evento              | Ouro                         | Prata                   | Bronze                  | Ref         |
| Rio de Janeiro 2016 | Felipe Kubo (17.37)          | nenhum outro competidor | nenhum outro competidor | [ 5 ] [ 6 ] |
| São Paulo 2021      | Lucaz Filipe Candria (53.76) | nenhum outro competidor | nenhum outro competidor | [ 18 ]      |

### Individual feminino sênior
| Evento              | Ouro                           | Prata                          | Bronze                         | Ref          |
| Rio de Janeiro 2015 | Isadora Williams               | Simone Pastusiak               | Jaqueline Pastusiak            | [ 4 ] [ 15 ] |
| Rio de Janeiro 2016 | Simone Pastusiak (32.27)       | Marcele Cataldo (17.24)        | Thalita Gomes Ferreira (11.70) | [ 5 ] [ 6 ]  |
| Gramado 2017        | Deborah Vale Bell (72.20)      | Simone Pastusiak (25.26)       | nenhuma outra competidora      | [ 16 ]       |
| Gramado 2018        | Deborah Vale Bell (38.10)      | Sophia Alves Duchemin (23.44)  | Marcele Cataldo (18.30)        | [ 17 ]       |
| Canoas 2019         | Isadora Williams (138.46)      | Deborah Vale Bell (110.96)     | nenhuma outra competidora      | [ 22 ]       |
| São Paulo 2021      | Deborah Vale Bell (88.44)      | Ana Carla Decottignies (41.31) | nenhuma outra competidora      | [ 18 ]       |
| São Paulo 2022      | Ana Carla Decottignies (45.69) | nenhuma outra competidora      | nenhuma outra competidora      | [ 19 ]       |
| São Paulo 2024      | Deborah Vale Bell (88.59)      | nenhuma outra competidora      | nenhuma outra competidora      | [ 21 ]       |

### Individual feminino júnior
| Evento              | Ouro                                      | Prata                                | Bronze                           | Ref         |
| Rio de Janeiro 2015 | Bettina Cunha (17.43)                     | Isabela Cabral Guimarães (15.63)     | Ana Carla Decottignies (13.33)   | [ 15 ]      |
| Rio de Janeiro 2016 | Ana Carla Decottignies (16.70)            | Tatiana Moreira Lopes (12.70)        | Bettina Cunha (10.30)            | [ 5 ] [ 6 ] |
| Gramado 2017        | Ana Carla Decottignies (16.87)            | Bettina Cunha (16.38)                | Nathália Salles de Lucas (10.94) | [ 16 ]      |
| Gramado 2018        | Bettina Cunha (20.74)                     | Ana Carla Decottignies (18.10)       | Nathália Salles de Lucas (15.46) | [ 23 ]      |
| Canoas 2019         | Sophia Alves Duchemin (49.22)             | Ana Carla Decottignies (45.78)       | nenhuma outra competidora        | [ 22 ]      |
| São Paulo 2021      | Maria Joaquina Cavalcanti Reikdal (77.99) | Daniella Vasconcellos Totske (77.48) | nenhuma outra competidora        | [ 18 ]      |
| São Paulo 2022      | Maria Joaquina Cavalcanti Reikdal (83.70) | Beatriz da Costa Dolberth (40.88)    | nenhuma outra competidora        | [ 19 ]      |
| São Paulo 2023      | Maria Joaquina Cavalcanti Reikdal (88.90) | nenhuma outra competidora            | nenhuma outra competidora        | [ 20 ]      |
| São Paulo 2024      | Maria Joaquina Cavalcanti Reikdal (76.90) | Beatriz da Costa Dolberth (54.24)    | nenhuma outra competidora        | [ 21 ]      |

### Individual femininoadvanced novice
| Evento              | Ouro                                      | Prata                                 | Bronze                                 | Ref         |
| Rio de Janeiro 2015 | Sophia Alves Duchemin (17.63)             | Maria Luiza Correa Martins (15.57)    | Nathália Salles de Lucas (14.23)       | [ 15 ]      |
| Rio de Janeiro 2016 | Sophia Alves Duchemin (17.80)             | Nathália Salles de Lucas (13.40)      | Lívia Simões Jordão (12.67)            | [ 5 ] [ 6 ] |
| Gramado 2017        | Julia Carneiro Werneck Tinoco (10.41)     | Laura Maciel (9.81)                   | Nicole Mikoleite Vahia de Abreu (9.30) | [ 16 ]      |
| Gramado 2018        | Nicole Mikoleite Vahia de Abreu (17.48)   | Julia Carneiro Werneck Tinoco (16.08) | Camila Barros Passos (16.06)           | [ 23 ]      |
| Canoas 2019         | Maria Joaquina Cavalcanti Reikdal (50.70) | nenhuma outra competidora             | nenhuma outra competidora              | [ 22 ]      |
| São Paulo 2021      | Gabriella Yasmin Lessa Koch (52.11)       | Beatriz da Costa Dolberth (37.86)     | nenhuma outra competidora              | [ 18 ]      |
| São Paulo 2023      | Talhia Cavalcanti Reikdal (39.66)         | nenhuma outra competidora             | nenhuma outra competidora              | [ 20 ]      |
| São Paulo 2024      | Talhia Cavalcanti Reikdal (44.85)         | Luiza Mentz Rosano (40.44)            | Manuela Rosolen Ricciardi (39.55)      | [ 21 ]      |